# 1831 Nicholson
1831 Nicholson este un asteroid din centura principală, descoperit pe 17 aprilie 1968, de Paul Wild.